# Transpeptidasa
Una transpeptidasa (EC 3.4.16.4) és un enzim bacterià la funció del qual és realitzar enllaços creuats en la formació de les cadenes que constitueixen el peptidoglicà a la paret cel·lular de molts bacteris. Aquest enzim és també conegut com una carboxipeptidasa D-Alanina-D-Alanina tipus serina per tenir dos residus d'alanina en el carboni terminal.

## Bioquímica
L'enzim transpeptidasa és una carboxipeptidasa de 406 aminoàcids fixada sobre la membrana plasmàtica i és necessària per a la formació de la paret cel·lular bacteriana. És el blanc de la inhibició per l'acció de les penicil·lines, per això, es considera una proteïna ligadora de la penicil·lina. La unió penicil·lina: transpeptidasa és de naturalesa irreversible, produeix un grup acil sobre la transpeptidasa i forma com a resultat un altament estable intermediari penicil·loil, el qual no té funció sobre la síntesi del peptidoglicà.